# Olancho
Olancho é um departamento nas Honduras.
Suas principais cidades são: Catacamas e Juticalpa.

## Municípios
1. Campamento
2. Catacamas
3. Concordia
4. Dulce Nombre de Culmí
5. El Rosario
6. Esquipulas del Norte
7. Gualaco
8. Guarizama
9. Guata
10. Guayape
11. Honduras
12. Juticalpa
13. Olancho
14. Mangulile
15. Manto
16. Patuca
17. Salamá
18. San Esteban
19. San Francisco de Becerra
20. San Francisco de la Paz
21. Santa Maria del Real
22. Silca
23. Yocón